# Бантальйо
Бантальйо (кат. Ventalló) - муніципалітет, розташований в Автономній області Каталонія, в Іспанії. Знаходиться у районі (кумарці) Ал Ампурда провінції Жирона, згідно з новою адміністративною реформою перебуватиме у складі Баґарії (округи) Жирона.

## Населення
Населення міста (у 2007 р.) становить 725 осіб (з них менше 14 років - 10,6%, від 15 до 64 - 66,9%, понад 65 років - 22,5%). У 2006 р. народжуваність склала 9 осіб, смертність - 8 осіб, зареєстровано 2 шлюби. У 2001 р. активне населення становило 266 осіб, з них безробітних - 14 осіб.

Серед осіб, які проживали на території міста у 2001 р., 530 народилися в Каталонії (з них 349 осіб у тому самому районі, або кумарці), 43 особи приїхали з інших областей Іспанії, а 46 осіб приїхало з-за кордону. 

Університетську освіту має 9,9% усього населення. 

У 2001 р. нараховувалося 248 домогосподарств (з них 30,6% складалися з однієї особи, 28,2% з двох осіб,17,7% з 3 осіб, 14,9% з 4 осіб, 3,2% з 5 осіб, 3,6% з 6 осіб, 1,2% з 7 осіб, 0,4% з 8 осіб і 0% з 9 і більше осіб).

Активне населення міста у 2001 р. працювало у таких сферах діяльності : у сільському господарстві - 25,8%, у промисловості - 12,7%, на будівництві - 9,1% і у сфері обслуговування - 52,4%. 

 У муніципалітеті або у власному районі (кумарці) працює 178 осіб, поза районом - 126 осіб.

### Безробіття
У 2007 р. нараховувалося 18 безробітних (у 2006 р. - 12 безробітних), з них чоловіки становили 44,4%, а жінки - 55,6%.

## Економіка

### Підприємства міста

#### Промислові підприємства
| \| Промислові підприємства міста, за сферою діяльності \| Промислові підприємства міста, за сферою діяльності \| Промислові підприємства міста, за сферою діяльності \| \| Рік \| 2002 р. \| 2001 р. \| \| --------------------------------------------------- \| --------------------------------------------------- \| --------------------------------------------------- \| \| Енергетичні та водні ресурси \| 20% \| 0% \| \| Хімія та метали \| 20% \| 20% \| \| Переробка металів \| 0% \| 0% \| \| Продукти харчування \| 40% \| 40% \| \| Текстиль \| 0% \| 20% \| \| Виробництво меблів, видання \| 0% \| 0% \| \| Інше \| 20% \| 20% \| \| Усього підприємств \| 5 \| 5 \| |         |         |
| Промислові підприємства міста, за сферою діяльності |         |         |
| Рік | 2002 р. | 2001 р. |
| Енергетичні та водні ресурси | 20%     | 0%      |
| Хімія та метали | 20%     | 20%     |
| Переробка металів | 0%      | 0%      |
| Продукти харчування | 40%     | 40%     |
| Текстиль | 0%      | 20%     |
| Виробництво меблів, видання | 0%      | 0%      |
| Інше | 20%     | 20%     |
| Усього підприємств | 5       | 5       |

#### Роздрібна торгівля
| \| Підприємства роздрібної торгівлі міста, за сферою діяльності \| Підприємства роздрібної торгівлі міста, за сферою діяльності \| Підприємства роздрібної торгівлі міста, за сферою діяльності \| \| Рік \| 2002 р. \| 2001 р. \| \| ------------------------------------------------------------ \| ------------------------------------------------------------ \| ------------------------------------------------------------ \| \| Продукти харчування \| 50% \| 50% \| \| Одяг та взуття \| 0% \| 0% \| \| Товари для дому \| 0% \| 0% \| \| Книги та періодичні видання \| 0% \| 0% \| \| Промислова хімічна продукція \| 10% \| 12,5% \| \| Продукція, пов'язана з транспортними засобами \| 20% \| 25% \| \| Інше \| 20% \| 12,5% \| \| Усього підприємств \| 10 \| 8 \| |         |         |
| Підприємства роздрібної торгівлі міста, за сферою діяльності |         |         |
| Рік | 2002 р. | 2001 р. |
| Продукти харчування | 50%     | 50%     |
| Одяг та взуття | 0%      | 0%      |
| Товари для дому | 0%      | 0%      |
| Книги та періодичні видання | 0%      | 0%      |
| Промислова хімічна продукція | 10%     | 12,5%   |
| Продукція, пов'язана з транспортними засобами | 20%     | 25%     |
| Інше | 20%     | 12,5%   |
| Усього підприємств | 10      | 8       |

#### Сфера послуг
| \| Підприємства міста, що працюють у сфері послуг, за діяльністю \| Підприємства міста, що працюють у сфері послуг, за діяльністю \| Підприємства міста, що працюють у сфері послуг, за діяльністю \| \| Рік \| 2002 р. \| 2001 р. \| \| ------------------------------------------------------------- \| ------------------------------------------------------------- \| ------------------------------------------------------------- \| \| Гуртова торгівля \| 20% \| 25% \| \| Готелі та готельний бізнес \| 16% \| 15% \| \| Транспорт та зв'язок \| 16% \| 20% \| \| Посередницькі фінансові послуги \| 4% \| 5% \| \| Послуги підприємствам \| 4% \| 5% \| \| Послуги фізичним особам \| 20% \| 15% \| \| Нерухомість та ін. \| 20% \| 15% \| \| Усього підприємств \| 25 \| 20 \| |         |         |
| Підприємства міста, що працюють у сфері послуг, за діяльністю |         |         |
| Рік | 2002 р. | 2001 р. |
| Гуртова торгівля | 20%     | 25%     |
| Готелі та готельний бізнес | 16%     | 15%     |
| Транспорт та зв'язок | 16%     | 20%     |
| Посередницькі фінансові послуги | 4%      | 5%      |
| Послуги підприємствам | 4%      | 5%      |
| Послуги фізичним особам | 20%     | 15%     |
| Нерухомість та ін. | 20%     | 15%     |
| Усього підприємств | 25      | 20      |

## Житловий фонд
У 2001 р. 5,2% усіх родин (домогосподарств) мали житло метражем до 59 м², 24,6% - від 60 до 89 м², 30,6% - від 90 до 119 м² і
39,5% - понад 120 м².

З усіх будівель у 2001 р. 33,4% було одноповерховими, 54,9% - двоповерховими, 11,2
% - триповерховими, 0,4% - чотириповерховими, 0% - п'ятиповерховими, 0% - шестиповерховими,
0% - семиповерховими, 0% - з вісьмома та більше поверхами.

## Автопарк
| \| Автомобілі, зареєстровані у місті, за призначенням \| Автомобілі, зареєстровані у місті, за призначенням \| Автомобілі, зареєстровані у місті, за призначенням \| \| Рік \| 2006 р. \| 2005 р. \| \| -------------------------------------------------- \| -------------------------------------------------- \| -------------------------------------------------- \| \| Приватні автомобілі \| 58,8% \| 60,3% \| \| Мотоцикли \| 11,1% \| 9,7% \| \| Вантажівки \| 24,9% \| 24,8% \| \| Трактори \| 0,3% \| 0,1% \| \| Автобуси та ін. \| 4,9% \| 5,1% \| \| Усього автомобілів \| 748 шт. \| 702 шт. \| |         |         |
| Автомобілі, зареєстровані у місті, за призначенням |         |         |
| Рік | 2006 р. | 2005 р. |
| Приватні автомобілі | 58,8%   | 60,3%   |
| Мотоцикли | 11,1%   | 9,7%    |
| Вантажівки | 24,9%   | 24,8%   |
| Трактори | 0,3%    | 0,1%    |
| Автобуси та ін. | 4,9%    | 5,1%    |
| Усього автомобілів | 748 шт. | 702 шт. |

## Вживання каталанської мови
У 2001 р. каталанську мову у місті розуміли 98,4% усього населення (у 1996 р. - 98,9%), вміли говорити нею 93,4% (у 1996 р. - 
95%), вміли читати 89,3% (у 1996 р. - 91,4%), вміли писати 63,7
% (у 1996 р. - 40,3%). Не розуміли каталанської мови 1,6%.

## Політичні уподобання
У виборах до Парламенту Каталонії у 2006 р. взяло участь 314 осіб (у 2003 р. - 357 осіб). Голоси за політичні сили розподілилися таким чином:
| \| Вибори до Парламенту Каталонії \| Вибори до Парламенту Каталонії \| Вибори до Парламенту Каталонії \| \| Рік \| 2006 р. \| 2003 р. \| \| -------------------------------------- \| ------------------------------ \| ------------------------------ \| \| Конвергенція та Єднання (CiU) \| 38,9% \| 45,9% \| \| Соціалістична партія Каталонії (PSC) \| 16,9% \| 13,2% \| \| Народна партія (PP) \| 10,2% \| 9% \| \| Ініціатива за зелену Каталонію (IC) \| 6,1% \| 3,4% \| \| Республіканська лівиця Каталонії (ERC) \| 24,5% \| 27,5% \| \| Громадянська партія (C's) \| 1% \| 0% \| \| Інші \| 2,5% \| 1,1% \| |         |         |
| Вибори до Парламенту Каталонії |         |         |
| Рік | 2006 р. | 2003 р. |
| Конвергенція та Єднання (CiU) | 38,9%   | 45,9%   |
| Соціалістична партія Каталонії (PSC) | 16,9%   | 13,2%   |
| Народна партія (PP) | 10,2%   | 9%      |
| Ініціатива за зелену Каталонію (IC) | 6,1%    | 3,4%    |
| Республіканська лівиця Каталонії (ERC) | 24,5%   | 27,5%   |
| Громадянська партія (C's) | 1%      | 0%      |
| Інші | 2,5%    | 1,1%    |

У муніципальних виборах у 2007 р. взяло участь 439 осіб (у 2003 р. - 393 особи). Голоси за політичні сили розподілилися таким чином:
| \| Муніципальні вибори \| Муніципальні вибори \| Муніципальні вибори \| \| Рік \| 2007 р. \| 2003 р. \| \| -------------------------------------- \| ------------------- \| ------------------- \| \| Конвергенція та Єднання (CiU) \| 17,3% \| 36,9% \| \| Соціалістична партія Каталонії (PSC) \| 50,6% \| 13,7% \| \| Народна партія (PP) \| 12,3% \| 17,3% \| \| Ініціатива за зелену Каталонію (IC) \| 0% \| 0% \| \| Республіканська лівиця Каталонії (ERC) \| 19,8% \| 32,1% \| \| Громадянська партія (C's) \| 0% \| 0% \| \| Інші \| 0% \| 0% \| |         |         |
| Муніципальні вибори |         |         |
| Рік | 2007 р. | 2003 р. |
| Конвергенція та Єднання (CiU) | 17,3%   | 36,9%   |
| Соціалістична партія Каталонії (PSC) | 50,6%   | 13,7%   |
| Народна партія (PP) | 12,3%   | 17,3%   |
| Ініціатива за зелену Каталонію (IC) | 0%      | 0%      |
| Республіканська лівиця Каталонії (ERC) | 19,8%   | 32,1%   |
| Громадянська партія (C's) | 0%      | 0%      |
| Інші | 0%      | 0%      |